# Das Käthchen von Heilbronn (Oper)
Das Käthchen von Heilbronn (1881) ist eine romantische Oper in vier Akten von Carl Martin Reinthaler nach einem Libretto von Heinrich Bulthaupt, basierend auf dem Schauspiel Das Käthchen von Heilbronn von Heinrich von Kleist.
Reinthaler begann die Arbeit an dem Projekt im Jahr 1875. Die Uraufführung des preisgekrönten Werkes erfolgte am 8. Dezember 1881 in Frankfurt am Main. In einer Reihe deutscher Städte wurde die Oper nachgespielt.
2009 erfolgte eine neuerliche Einstudierung am Theater Erfurt, die dann auch im Radio übertragen und auf Compact Disc eingespielt wurde.

## Handlung

### Erster Akt
Friedrich Wetter Graf vom Strahl kämpft in der Stadt gegen den Rheingrafen vom Stein um Kunigunde von Thurneck, Käthchen, die Tochter des verwitweten Waffenschmieds Theobald, ist jedoch noch ganz eingenommen von dem Traum, den sie in der Silvesternacht träumte. Als der siegreiche Graf Friedrich die Schmiede ihres Vaters betritt, um seine Waffen reparieren zu lassen, ist er seltsam berührt. Käthchen erkennt in ihm sogleich die Gestalt aus dem Traum. Friedrich dagegen weist sie ab und eilt zu Kunigunde. Wie in Trance stürzt Käthchen hinterher.

### Zweiter Akt
Auf Burg Thurneck erwartet man die Ankunft der Herrin Kunigunde und des Friedrich. Als Pilger verkleidet, erscheint der Rheingraf und sinnt auf Rache an den beiden. Kunigunde und Friedrich beschwören ihre Liebe. Käthchen erreicht die Burg und ruft sich erneut ihren Traum in Erinnerung. Als Friedrich sie bemerkt, weist er sie von sich, Kunigunde hetzt gar die Hunde auf sie. Plötzlich kommt Käthchens Vater Theobald hinzu und bezichtigt den Grafen, Käthchen durch Zauberei zu binden. Friedrich kann Käthchen dazu bewegen, mit ihrem Vater den Heimweg anzutreten.

### Dritter Akt
Käthchen beschließt unterwegs, in ein Kloster einzutreten. Dort wird sie Zeugin, wie der Rheingraf mit seinen Getreuen plant, Kunigunde zu entführen und Burg Thurneck niederzubrennen. Währenddessen quälen den Grafen vom Strahl böse Träume: Die Ahnen rufen ihn zur Schlacht, zugleich lässt ihn die Erinnerung an Käthchen nicht los. Da erscheint sie und warnt vor dem Anschlag des Rheingrafen. Doch schon brennt die Burg, und Kunigunde schickt Käthchen unter einem Vorwand in das brennende Gebäude, in den sicheren Tod.

### Vierter Akt
Ein Cherub hat Käthchen vor dem Feuertod bewahrt. Sie liegt unter einem Holunderbusch und spricht im Schlaf von ihrem Traum. Jetzt erkennt der Graf in ihr die Auserwählte, und sie finden zueinander. Kunigunde verflucht, Theobald aber segnet das Paar.